# Hypnophila remyi
Hypnophila remyi es una especie de molusco gasterópodo de la familia Cochlicopidae en el orden de los Stylommatophora.

## Distribución geográfica
Es endémica de Francia.